# Bayaka

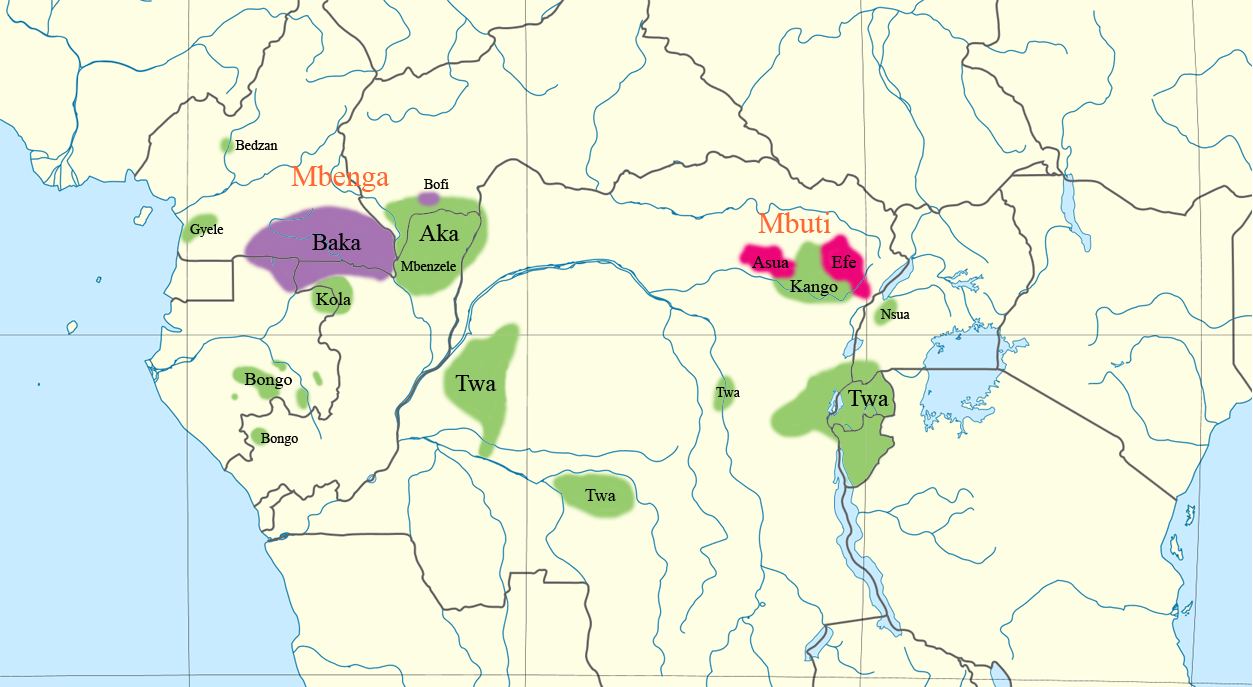
Distribuição do povo Aka

Os Bayaka são um povo que vive em florestas da África Central.